# St. Nicolai (Oppeln)

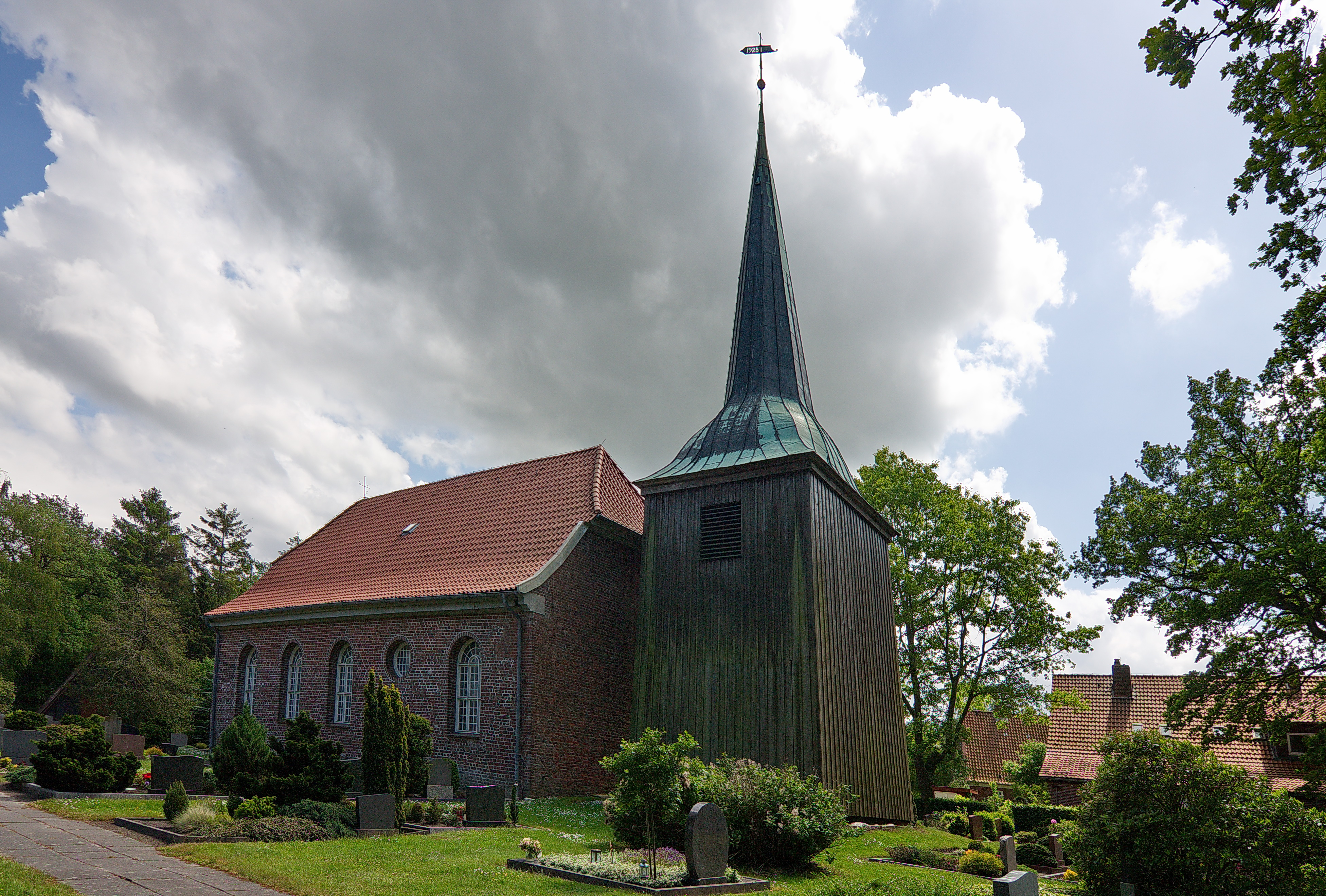
St. Nicolai

Die evangelisch-lutherische denkmalgeschützte Kirche St. Nicolai steht auf dem Kirchfriedhof von Oppeln, einem Ortsteil der Gemeinde Wingst in der Samtgemeinde Land Hadeln im Landkreis Cuxhaven in Niedersachsen. Die Kirchengemeinde gehört zum Kirchenkreis Cuxhaven-Hadeln im Sprengel Stade der Evangelisch-lutherischen Landeskirche Hannovers.

## Geschichte und Beschreibung
Winx, heute Wingst, wurde erstmals 1301 bei einem Kauf erwähnt. Der Forst Wingst gehörte zum Verkauf, so auch der Ortsteil Oppeln. Für das Kirchspiel Oppeln waren im 15. Jahrhundert die Bremer Erzbischöfe zuständig und seit 1648 das Herzogtum Bremen.
Die rechteckige Saalkirche aus Backsteinen wurde 1734 erbaut. Im Westen befindet sich ein freistehender hölzerner Glockenturm. Der schlichte Innenraum ist mit einem hölzernen segmentbogigen Tonnengewölbe überspannt. An der Nord- und Westwand stehen Emporen. Der zweigeschossige Kanzelaltar ist mit Pilastern gegliedert, am polygonalen Korb sind die Figuren des Salvators und der Evangelisten dargestellt. Die übrige schlichte Kirchenausstattung stammt aus der Erbauungszeit. Die Kniebänke, vielleicht um 1660/1670 von Jürgen Heitmann dem Jüngeren geschnitzt, sind mit Knorpelwerk verziert. Die Orgel mit 10 Registern, verteilt auf zwei Manuale und Pedal, wurde 1886 von Carl Johann Heinrich Röver gebaut und 1984/1985 von Martin Haspelmath restauriert.